# Сон літньої ночі (фільм, 1935)
«Сон літньої ночі» (англ. A Midsummer Night's Dream) — комедія 1935 року, поставлена у Голлівуді видатним театральним режисером Максом Райнгардтом і екранізована Вільямом Дітерле. Екранізація однойменного твору Шекспіра.
Фільм було заборонено до прокату в нацистській Німеччині, оскільки режисер Макс Райнгардт і композитор Фелікс Мендельсон були євреями за національністю.

## В ролях

### Афінський двір
- Ієн Гантер — Тезей
- Веррі Тісдейл — Іпполіта
- Гобарт Каванах — Філострат
- Дік Пауелл — Лізандер
- Росс Александер — Деметрій
- Олівія де Гевіленд — Гермія
- Джин Мьюр — Єлена
- Грант Мітчелл — Егей

### Актори
- Френк Макг'ю — Пігва
- Дьюї Робінсон — Міляга
- Джеймс Кегні — Основа
- Джо Е. Браун — Дудка
- Г'ю Герберт — Рило
- Отіс Гарлан — Здихля
- Артур Трічер — Епілог

### Феї
- Виктор Джорі — Оберон
- Аніта Луіз — Титанія
- Міккі Руні — Пак

Спочатку Олівія де Гевіленд увійшла до знімальної групи як дублерка Глорії Стюарт, але через хворобу актриси отримала роль. Іншою кандидаткою на роль Гермії була Бетті Девіс.

## Нагороди
У 1936 році фільм отримав дві премії «Оскар» — за операторську роботу і монтаж. Крім того, був номінований на отримання премії як найкраща стрічка.